# Maison au 24, quai Saint-Nicolas à Strasbourg
La maison au 24, quai Saint-Nicolas est un monument historique situé à Strasbourg, dans le département français du Bas-Rhin. Elle abrite aujourd'hui plusieurs salles du Musée alsacien.

## Localisation
Ce bâtiment est situé au 24, quai Saint-Nicolas à Strasbourg.

## Historique
L'édifice fait l'objet d'une inscription au titre des monuments historiques depuis 1929.